# Ruellia saccifera
Ruellia saccifera är en akantusväxtart som beskrevs av Raymond Benoist. Ruellia saccifera ingår i släktet Ruellia och familjen akantusväxter. Inga underarter finns listade i Catalogue of Life.